# Irish Premier League (2003/2004)
Irish Premier League 2003/2004 (ze względów sponsorskich zwana jako Daily Mirror Irish League) – była 103. edycją najwyższej klasy rozgrywkowej piłki nożnej w Irlandii Północnej.
Brało w niej udział 16 drużyn, które w okresie od 19 września 2003 do 24 kwietnia 2004 rozegrały 30 kolejek meczów.
Sezon zakończył baraż o miejsce w przyszłym sezonie w Irish Premier League.
Obrońcą tytułu była drużyna Glentoran.
Mistrzostwo po raz czterdziesty piąty w historii zdobyła drużyna Linfield.

## Drużyny
| Uczestnicy poprzedniej edycji | Uczestnicy poprzedniej edycji | Uczestnicy poprzedniej edycji | Uczestnicy poprzedniej edycji |
| --- | ----------------------------- | ----------------------------- | ----------------------------- |
| GLB | Glentoran F.C.                | Belfast                       | 1                             |
| PDN | Portadown F.C.                | Portadown                     | 2                             |
| COL | Coleraine F.C.                | Coleraine                     | 3                             |
| LIN | Linfield F.C.                 | Belfast                       | 4                             |
| OMA | Omagh Town                    | Omagh                         | 5                             |
| INS | Institute F.C.                | Drumahoe                      | 6                             |
| ARD | Ards F.C.                     | Newtownards                   | 7                             |
| LDI | Lisburn Distillery F.C.       | Lisburn                       | 8                             |
| CLI | Cliftonville F.C.             | Belfast                       | 9                             |
| GLL | Glenavon F.C.                 | Lurgan                        | 10                            |
| CRS | Crusaders F.C.                | Belfast                       | 11                            |
| po barażach |                               |                               |                               |
| NEW | Newry Town F.C.               | Newry                         | 12                            |
| Awans z Irish League First Division |                               |                               |                               |
| DSW | Dungannon Swifts F.C.         | Dungannon                     | 1                             |
| BAL | Ballymena United F.C.         | Ballymena                     | 2                             |
| LIM | Limavady United F.C.          | Limavady                      | 3                             |
| LAR | Larne F.C.                    | Larne                         | 4                             |
| Oznaczenia: - kolumna pierwsza – skróty nazw drużyn, - kolumna trzecia – siedziba klubu, - kolumna czwarta – miejsce zajęte w poprzednim sezonie. |                               |                               |                               |

## Tabela
| Lp. | Drużyna             | M  | Z  | R  | P  | B+ | B- | +/– | Pkt | Kwalifikacja lub spadek                      |
| --- | ------------------- | -- | -- | -- | -- | -- | -- | --- | --- | -------------------------------------------- |
| 1   | Linfield (M)        | 30 | 22 | 7  | 1  | 67 | 16 | +51 | 73  | Liga Mistrzów UEFA • I runda kwalifikacyjna  |
| 2   | Portadown           | 30 | 22 | 4  | 4  | 71 | 22 | +49 | 70  | Puchar UEFA • I runda kwalifikacyjna         |
| 3   | Lisburn Distillery  | 30 | 16 | 7  | 7  | 45 | 30 | +15 | 55  |                                              |
| 4   | Coleraine           | 30 | 14 | 9  | 7  | 48 | 36 | +12 | 51  |                                              |
| 5   | Glentoran (P)       | 30 | 15 | 5  | 10 | 48 | 27 | +21 | 50  | Puchar UEFA • I runda kwalifikacyjna         |
| 6   | Ballymena United    | 30 | 13 | 8  | 9  | 41 | 35 | +6  | 47  | Puchar Intertoto UEFA • I runda              |
| 7   | Limavady United     | 30 | 12 | 5  | 13 | 41 | 44 | −3  | 41  |                                              |
| 8   | Ards                | 30 | 9  | 11 | 10 | 36 | 46 | −10 | 38  |                                              |
| 9   | Crusaders           | 30 | 10 | 6  | 14 | 33 | 38 | −5  | 36  |                                              |
| 10  | Dungannon Swifts    | 30 | 10 | 6  | 14 | 36 | 48 | −12 | 36  |                                              |
| 11  | Institute           | 30 | 9  | 7  | 14 | 38 | 53 | −15 | 34  |                                              |
| 12  | Newry Town          | 30 | 8  | 9  | 13 | 35 | 53 | −18 | 33  |                                              |
| 13  | Omagh Town          | 30 | 9  | 4  | 17 | 37 | 58 | −21 | 31  |                                              |
| 14  | Larne               | 30 | 7  | 8  | 15 | 42 | 51 | −9  | 29  |                                              |
| 15  | Cliftonville (B, O) | 30 | 6  | 8  | 16 | 27 | 45 | −18 | 26  | Baraż o Irish Premier League                 |
| 16  | Glenavon (S)        | 30 | 4  | 4  | 22 | 24 | 67 | −43 | 16  | Spadek do Intermediate League First Division |

## Wyniki
| Gospodarz \ Gość   | ARD | BYM | CLI | COL | CRU | DUN | GLV | GLT | INS | LRN | LIM | LIN | LIS | NEW | OMA | POR |
| ------------------ | --- | --- | --- | --- | --- | --- | --- | --- | --- | --- | --- | --- | --- | --- | --- | --- |
| Ards               |     | 1–1 | 0–0 | 2–2 | 2–0 | 0–2 | 2–4 | 2–1 | 2–2 | 1–1 | 0–0 | 0–4 | 1–1 | 4–0 | 2–1 | 2–1 |
| Ballymena United   | 1–0 |     | 0–1 | 3–1 | 1–1 | 1–0 | 4–0 | 0–0 | 2–1 | 1–1 | 0–3 | 0–0 | 1–4 | 4–0 | 3–1 | 1–4 |
| Cliftonville       | 2–1 | 0–3 |     | 2–0 | 0–1 | 1–0 | 0–1 | 1–1 | 1–2 | 0–0 | 3–2 | 1–4 | 0–0 | 1–2 | 1–2 | 0–1 |
| Coleraine          | 4–1 | 4–0 | 1–0 |     | 0–1 | 3–1 | 2–1 | 0–1 | 4–2 | 0–4 | 2–1 | 2–0 | 0–0 | 4–3 | 0–0 | 3–1 |
| Crusaders          | 0–0 | 0–0 | 0–0 | 0–1 |     | 0–1 | 0–4 | 0–1 | 3–1 | 3–2 | 2–0 | 1–3 | 0–1 | 2–2 | 4–1 | 1–2 |
| Dungannon Swifts   | 2–2 | 0–0 | 2–2 | 3–2 | 2–1 |     | 3–1 | 1–4 | 1–1 | 2–5 | 1–2 | 0–4 | 2–0 | 3–0 | 1–0 | 1–2 |
| Glenavon           | 1–2 | 0–3 | 1–1 | 0–0 | 2–1 | 2–2 |     | 1–2 | 0–2 | 0–4 | 2–3 | 0–2 | 2–2 | 0–2 | 0–3 | 0–3 |
| Glentoran          | 3–0 | 3–1 | 1–1 | 0–1 | 0–1 | 1–0 | 4–0 |     | 1–0 | 1–0 | 2–1 | 1–3 | 0–1 | 4–0 | 4–0 | 1–2 |
| Institute          | 0–1 | 0–4 | 2–1 | 2–2 | 1–3 | 1–0 | 1–0 | 3–1 |     | 4–1 | 0–4 | 0–0 | 0–2 | 1–1 | 1–1 | 0–3 |
| Larne              | 5–1 | 1–2 | 2–1 | 0–2 | 0–0 | 0–2 | 1–0 | 1–4 | 2–4 |     | 2–1 | 0–3 | 0–2 | 3–3 | 1–2 | 2–4 |
| Limavady United    | 0–1 | 0–1 | 3–1 | 3–3 | 2–3 | 3–1 | 2–0 | 1–0 | 2–1 | 0–0 |     | 0–2 | 0–3 | 1–0 | 3–2 | 0–6 |
| Linfield           | 2–2 | 4–1 | 1–0 | 0–0 | 1–0 | 2–0 | 3–1 | 2–1 | 6–0 | 1–0 | 3–2 |     | 3–0 | 5–0 | 2–0 | 0–0 |
| Lisburn Distillery | 1–0 | 2–1 | 2–1 | 1–1 | 2–1 | 2–0 | 5–0 | 1–1 | 3–2 | 1–0 | 0–1 | 1–1 |     | 3–2 | 1–2 | 1–0 |
| Newry Town         | 0–0 | 1–1 | 3–1 | 0–1 | 2–1 | 0–0 | 4–0 | 0–0 | 2–1 | 3–3 | 1–1 | 1–2 | 1–0 |     | 1–0 | 1–2 |
| Omagh Town         | 1–4 | 2–0 | 2–3 | 1–1 | 0–3 | 1–3 | 2–1 | 1–4 | 0–3 | 0–0 | 2–0 | 1–3 | 3–2 | 3–0 |     | 2–5 |
| Portadown          | 4–0 | 0–1 | 5–1 | 2–1 | 4–0 | 5–0 | 2–0 | 2–1 | 0–0 | 3–1 | 0–0 | 1–1 | 4–1 | 2–0 | 1–0 |     |

1. ↑  Mecz 29. kolejki między Cliftonville, a Glenavon został przerwany w przerwie przy stanie 1-9 z powodu złego stanu boiska. Wynik został zweryfikowany jako walkower 0-1 dla Glenavon.
2. ↑  Mecz 1. kolejki między Glentoran, a Crusaders został zweryfikowany jako walkower 1-0 dla Crusaders. W zespole Glentoran wystąpił nieuprawniony się zawodnik. Wynik na boisku 0-0[3].
3. ↑  Mecz 3. kolejki między Glentoran, a Lisburn Distillery został zweryfikowany jako walkower 1-0 dla Lisburn. W zespole Glentoran wystąpił nieuprawniony się zawodnik. Wynik na boisku 0-0[3].
4. ↑  Mecz 2. kolejki między Limavady United, a Glentoran został zweryfikowany jako walkower 0-1 dla Limavady. W zespole Glentoran wystąpił nieuprawniony się zawodnik. Wynik na boisku 0-1 dla Glentoran[3].
5. ↑  Mecz 29. kolejki między Newry Town, a Limavady United został przerwany w 63 minucie przy wyniku 1-1. Wynik został utrzymany.

## Baraż o Irish Premier League
Cliftonville wygrał w dwumeczu 4-1 z Armagh City baraż o miejsce w Irish Premier League na sezon 2004/2005.
| 4 maja 2004 | Armagh City | 0:3   | Cliftonville                                 |                   |
| 20:45       |             | (0:2) | 3' Nathan McConnell · 14', 75' Anto Crawford | Holm Park, Armagh |

| 7 maja 2004 | Cliftonville            | 1:1   | Armagh City |                   |
| 20:45       | Niall Currie 25' (sam.) | (1:1) | Alan Murphy | Solitude, Belfast |

## Najlepsi strzelcy
| Bramki | Strzelcy          | Drużyna          |
| ------ | ----------------- | ---------------- |
| 25     | Glenn Ferguson    | Linfield         |
| 23     | Gary Hamilton     | Portadown        |
| 18     | Vinny Arkins      | Portadown        |
| 15     | Stephen Parkhouse | Institute        |
| 12     | Chris Morgan      | Linfield         |
| 12     | Shea Campbell     | Ballymena United |
| 11     | Rory Hamill       | Coleraine        |
| 11     | Gary Kennedy      | Ards             |
| 11     | James Willis      | Crusaders        |
| 10     | Sean Armstrong    | Coleraine        |
| 10     | Andrew Crawford   | Omagh Town       |
| 10     | Derek Delaney     | Larne            |

Uwaga: Według rsssf 8 strzelców nieznanych:
strzelcy z meczu Ballymena vs Omagh (3-1) z dnia 27 marca, w źródłach to Shea Campbell x 3 - Noel Johnston x 1.
obaj strzelcy Larne z meczu Larne vs Institute (2-4) z dnia 27 marca, w źródłach to Gareth Walsh, Mark Parker – Stephen Parkhouse x 3, Ryan Semple.
obaj strzelcy Newry z meczu Newry vs Institute (2-1) z dnia 1 kwietnia, w źródłach to Ross Martin, Timmy Grant – Graeme Philson.